# 卵萼毛麝香
卵萼毛麝香（学名：Adenosma javanicum）为玄参科毛麝香属下的一个种。

## 扩展阅读
- 維基物種上的相關：卵萼毛麝香